# Gerhard Betsch
Gerhard Betsch (* 17. November 1934 in Stuttgart) ist ein deutscher Mathematiker und Mathematikhistoriker.

## Leben und Wirken
Nach seiner 1954 erfolgten Reifeprüfung am Eberhard-Ludwigs-Gymnasium Stuttgart studierte Gerhard Betsch von 1954 bis 1956 Mathematik, Physik sowie Philosophie an der Technischen Hochschule Stuttgart, von 1956 bis 1957 an der Universität Göttingen und bis 1960 an der Eberhard Karls Universität Tübingen. Nach seinem 1960 absolvierten Staatsexamen für das Lehramt an höheren Schulen promovierte er dann in Tübingen bei dem Mathematiker Helmut Wielandt. Von 1960 bis zum Eintritt in den Ruhestand 1998 war Gerhard Betsch als Hochschullehrer und Forscher als Akademischer Oberrat an der Universität Tübingen tätig. Gastprofessuren hatte er an der University of Arizona (1970/1971), an der Università degli Studi Parma (1981) sowie an der Johannes-Kepler-Universität Linz (1996 und 2002/2003) inne.
Seine mathematische Forschungstätigkeit liegt auf dem Gebiet der Algebra (Theorie der Fastringe). Betsch veröffentlichte außerdem zahlreiche Aufsätze zur Mathematikgeschichte, insbesondere im Zusammenhang mit der Geschichte der Universität Tübingen.
Gerhard Betsch ist ein nachgeborener Sohn des Mathematikers Christian Betsch.

## Schriften (Auswahl)
Monographien (als Autor bzw. Herausgeber)
- Struktursätze für Fastringe. Dissertation Universität Tübingen 1963.
- (Mitautor): Andor Kertész / Lectures on Artinian Rings. Akad. Kiadó, Budapest 1987, ISBN 963-05-4309-5.
- (Hrsg.): Near-rings and near-fields. North-Holland, Amsterdam 1987, ISBN 0-444-70191-5.
- (Hrsg.): Near-rings and near-fields. Department of Mathematics, Univ. of Port Elizabeth 1994.
- (Hrsg., mit Jürgen Hamel): Zwischen Copernicus und Kepler – M. Michael Mästlinus Mathematicus Goeppingensis 1550–1631 (= Acta historica astronomiae, Bd. 17). Deutsch, Frankfurt am Main 2002, ISBN 978-3-8171-1688-1.
- (Hrsg.): Hellmuth Kneser / Gesammelte Abhandlungen. De Gruyter, Berlin 2005, ISBN 3-11-016653-4.

Aufsätze zur Mathematikgeschichte
- Alexander von Brill (1842–1935). In: Bausteiner zur Tübinger Universitätsgeschichte, Bd. 3 (1987), S. 71–90.
- Praktische Geometrie zur Zeit Mercators. In: Irmgard Hantsche (Hrsg.): Mercator – ein Wegbereiter neuzeitlichen Denkens (= Duisburger Merator-Studien, Bd. 2). Brockmeyer, Bochum 1994, S. 121–139, ISBN 3-8196-0220-8.
- Praxis geometrica und Kartographie an der Universität Tübingen im 16. und frühen 17. Jahrhundert. In: Friedrich Seck (Hrsg.): Zum 400. Geburtstag von Wilhelm Schickard Wilhelm Schickard (= Contubernium, Bd. 41). Thorbecke, Sigmaringen 1995, S. 185–226, ISBN 978-3-515-08019-4.
- Südwestdeutsche Mathematici aus dem Kreis von Michael Mästlin. In: Irmgard Hantsche (Hrsg.): Der "mathematicus". Zur Entwicklung und Bedeutung einer neuen Berufsgruppe in der Zeit Gerhard Mercators (= Duisburger Mercator-Studien, Bd. 4). Brockmeyer, Bochum 1994, S. 121–150, ISBN 3-8196-0474-X.
- Mercator als Mathematicus – Landvermessung und Kugelgeometrie im 16. Jahrhundert. In: Rienk Vermij (Hrsg.): Gerhard Mercator und seine Welt. Mercator-Verlag, Duisburg 1997, S. 132–160, ISBN 3-87463-254-7.
- Zur Gründungsgeschichte des Tübinger mathematisch-physikalischen Seminars. In: Michael Toepell (Hrsg.): Mathematik im Wandel. Bd. 1. Franzbecker, Hildesheim 1998, S. 248–267, ISBN 3-88120-302-8.
- Michael Mästlin (1550–1631). In: Wolfgang Hein (Hrsg.): Mathematik im Fluß der Zeit (= Algorismus, Bd. 44). Rauner, Augsburg 2004, S. 98–118, ISBN 3-936905-02-9.
- Johann Conrad Creiling (1673-1752) und seine Schule. In: Sabine Holtz (Hrsg.): Mathesis, Naturphilosophie und Arkanwissenschaft im Umkreis Friedrich Christoph Oetingers (1702–1782) (= Contubernium, Bd. 63). Steiner, Stuttgart 2005, S. 43–60, ISBN 978-3-515-08439-0.
- Die Petersburger Jahre des Georg Bernhard BILFINGER aus Cannstatt (1725–1731). In: Carsten Eichenberger (Red.): An den Ufern der Newa. Deutsche in Sankt Petersburg. Haus der Heimat, Stuttgart 2005, S. 28–39, ISBN 3-00-015685-2.
- M. Johannes Stöffler und die Anfänge der mathematischen Wissenschaften an der Universität Tübingen. In: Magdalena Hykšová/Ulrich Reich (Hrsg.): Wanderschaft in der Mathematik (= Algorismus, Bd. 53). Rauner, Augsburg 2006, S. 28–40, ISBN 978-3-936905-15-1.
- Die Anfänge der mathematischen Wissenschaften an der Universität Tübingen. Johannes Stöffler und Philipp Imsser. In: Sönke Lorenz (Hrsg.): Tübingen in Lehre und Forschung um 1500. Zur Geschichte der Eberhard Karls Universität Tübingen (= Tübinger Bausteine zur Landesgeschichte, Bd. 9). Thorbecke, Ostfildern 2008, S. 127–158, ISBN 978-3-7995-5509-8.
- Biographische Anmerkungen zu Gustav Werner. In: Reutlinger Geschichtsblätter, Bd. 48 (2009), S. 193–218.
- Eine Geometrievorlesung von Philipp Imsser (Tübingen 1533). In: Magdalena Hykšová/Ulrich Reich (Hrsg.): Eintauchen in die mathematische Vergangenheit (= Algorismus, Bd. 76). Rauner, Augsburg 2011, S. 38–51, ISBN 978-3-936905-44-1.
- Instrumentelle Mathematik und Astrologie. Georg Galgemair aus Donauwörth. In: Jürgen Hamel (Hrsg.): Weiter sehen. Beiträge zur Frühgeschichte des Fernrohrs und zur Wissenschaftsgeschichte Augsburgs in memoriam Inge Keil (= Acta historica astronomiae, Bd. 45). Deutsch, Frankfurt/M. 2012, S. 243–272, ISBN 978-3-8171-1887-8.
- Das Buch "Fiktionen in der Mathematik". In: Matthias Neuber (Hrsg.): Fiktion und Fiktionalismus. Beiträge zu Hans Vaihingers "Philosophie des Als Ob" (= Studien und Materialien zum Neukantianismus, Bd. 33). Königshausen & Neumann, Würzburg 2014, S. 141–159, ISBN 3-8260-5440-7.
- Mathematik und Naturlehre in Tübingen zwischen 1635 und 1740. Von Johann Jacob Hainlin bis zu Johann Conrad Creiling und seiner Schule. In: Ulrich Köpf (Hrsg.): Die Universität Tübingen zwischen Orthodoxie, Pietismus und Aufklärung (= Tübinger Bausteine zur Landesgeschichte, Bd. 25). Thorbecke, Ostfildern 2014, S. 359–405, ISBN 978-3-7995-5525-8.
- Die "alte Tübinger Schule" der mathematischen Wissenschaften vom Anfang des 18. Jahrhunderts bis 1831. In: Eberhard Baumann (Hrsg.): Johann Gottlieb Friedrich Bohnenberger. Pionier des Industriezeitalters. Kohlhammer, Stuttgart 2016, S. 71–96, ISBN 978-3-17-028960-4.